# Record du monde de natation messieurs du 200 mètres 4 nages
Cet article traite de la progression du record du monde de natation messieurs pour l'épreuve du 200 mètres 4 nages en bassin de 50 et 25 mètres.

## Bassin de 50 mètres
Légende : les mentions « s, d ou f » éventuellement placées entre parenthèses après la nature de la compétition signifient respectivement que le record a été battu au cours d’une série, d’une demi-finale ou d’une finale.
| Temps          | Athlète         | Naissance | Âge | Nationalité      | Compétition                            | Lieu           | Date               |
| -------------- | --------------- | --------- | --- | ---------------- | -------------------------------------- | -------------- | ------------------ |
| 02 min 30 s 70 | George Harison  |           |     | États-Unis       |                                        | Los Angeles    | 24 août 1956       |
| 02 min 29 s 10 | Frank Brunnel   |           |     | États-Unis       |                                        | Akron          | 19 juillet 1958    |
| 02 min 26 s 20 | Gary Heinrich   |           |     | États-Unis       |                                        | Los Angeles    | 27 juin 1959       |
| 02 min 24 s 70 | Lance Larson    |           |     | États-Unis       |                                        | Santa Clara    | 11 juillet 1959    |
| 02 min 22 s 20 | John McGill     |           |     | États-Unis       |                                        | Toledo         | 23 juillet 1960    |
| 02 min 22 s 10 | Ted Stickles    |           |     | États-Unis       |                                        | Toledo         | 23 juillet 1960    |
| 02 min 21 s 30 | Ted Stickles    |           |     | États-Unis       |                                        | Chicago        | 2 juillet 1961     |
| 02 min 20 s 50 | Ted Stickles    |           |     | États-Unis       |                                        | Cuyahoga Falls | 22 juillet 1961    |
| 02 min 19 s 60 | Ted Stickles    |           |     | États-Unis       |                                        | Los Angeles    | 19 août 1961       |
| 02 min 15 s 90 | Ted Stickles    |           |     | États-Unis       |                                        | Los Angeles    | 19 août 1961       |
| 02 min 15 s 50 | Dick Roth       |           |     | États-Unis       |                                        | Los Altos      | 2 août 1964        |
| 02 min 14 s 90 | Dick Roth       |           |     | États-Unis       |                                        | Maunee         | 15 août 1964       |
| 02 min 13 s 10 | Greg Buckingham |           |     | États-Unis       |                                        | Los Altos      | 24 juillet 1966    |
| 02 min 12 s 40 | Greg Buckingham |           |     | États-Unis       |                                        | Lincoln        | 21 août 1966       |
| 02 min 11 s 30 | Greg Buckingham |           |     | États-Unis       |                                        | Oak Park       | 23 août 1967       |
| 02 min 10 s 60 | Charles Hickcox | 1947      | 21  | États-Unis       |                                        | Los Angeles    | 31 août 1968       |
| 02 min 09 s 60 | Gary Hall       | 1951      | 18  | États-Unis       |                                        | Louisville     | 17 août 1969       |
| 02 min 09 s 50 | Gary Hall       | 1951      | 19  | États-Unis       |                                        | Los Angeles    | 23 août 1970       |
| 02 min 09 s 30 | Gunnar Larsson  | 1944      | 26  | Suède            |                                        | Barcelone      | 12 septembre 1970  |
| 02 min 09 s 30 | Gary Hall       | 1951      | 21  | États-Unis       |                                        | Chicago        | 6 août 1972        |
| 02 min 07 s 17 | Gunnar Larsson  | 1944      | 28  | Suède            | Jeux olympiques                        | Munich         | 3 septembre 1972   |
| 02 min 06 s 32 | David Wilkie    | 1954      | 20  | Royaume-Uni      | Championnats d'Europe                  | Vienne         | 24 août 1974       |
| 02 min 06 s 32 | Steve Furniss   |           |     | États-Unis       | Match USA/Allemagne de l'Est           | Concord        | 1er septembre 1974 |
| 02 min 06 s 08 | Bruce Furniss   | 1957      | 18  | États-Unis       | Championnats USA                       | Kansas City    | 23 août 1975       |
| 02 min 05 s 31 | Graham Smith    | 1958      | 19  | Canada           |                                        | Montréal       | 4 août 1977        |
| 02 min 05 s 24 | Alex Sidorenko  |           |     | Union soviétique |                                        | Moscou         | 9 juillet 1978     |
| 02 min 04 s 39 | Steve Lundquist | 1961      | 17  | États-Unis       |                                        | The Woodlands  | 2 août 1978        |
| 02 min 03 s 65 | Graham Smith    | 1958      | 20  | Canada           | Championnats du monde (f)              | Berlin-Ouest   | 24 août 1978       |
| 02 min 03 s 29 | Jesse Vassallo  |           |     | États-Unis       | Pan Amériques                          | San Juan       | 6 juillet 1979     |
| 02 min 03 s 24 | Bill Barrett    |           |     | États-Unis       |                                        | Irvine         | 1er août 1980      |
| 02 min 02 s 78 | Alex Baumann    |           |     | Canada           | Duel Allemagne de l'Ouest              | Heidelberg     | 29 juillet 1981    |
| 02 min 02 s 25 | Alex Baumann    |           |     | Canada           | Jeux du Commonwealth                   | Brisbane       | 5 octobre 1982     |
| 02 min 01 s 42 | Alex Baumann    |           |     | Canada           | Jeux olympiques                        | Los Angeles    | 4 août 1984        |
| 02 min 01 s 42 | Alex Baumann    |           |     | Canada           | Championnats du Canada                 | Montréal       | 1er mars 1986      |
| 02 min 0 s 56  | Tamás Darnyi    | 1967      | 20  | Hongrie          | Championnats d'Europe                  | Strasbourg     | 23 août 1987       |
| 02 min 0 s 17  | Tamás Darnyi    | 1967      | 21  | Hongrie          | Jeux olympiques                        | Séoul          | 25 septembre 1988  |
| 02 min 0 s 11  | Dave Wharton    | 1969      | 20  | États-Unis       | Championnats pan-pacifiques            | Tokyo          | 20 août 1989       |
| 01 min 59 s 36 | Tamás Darnyi    | 1967      | 24  | Hongrie          | Championnats du monde                  | Perth          | 13 janvier 1991    |
| 01 min 58 s 16 | Jani Sievinen   | 1974      | 20  | Finlande         | Championnats du monde (f)              | Rome           | 11 septembre 1994  |
| 01 min 57 s 94 | Michael Phelps  | 1985      | 18  | États-Unis       | Santa Clara meeting                    | Santa Clara    | 29 juin 2003       |
| 01 min 57 s 52 | Michael Phelps  | 1985      | 18  | États-Unis       | Championnats du monde (d)              | Barcelone      | 24 juillet 2003    |
| 01 min 56 s 04 | Michael Phelps  | 1985      | 18  | États-Unis       | Championnats du monde (f)              | Barcelone      | 25 juillet 2003    |
| 01 min 55 s 94 | Michael Phelps  | 1985      | 18  | États-Unis       | Championnats USA (f)                   | College Park   | 9 août 2003        |
| 01 min 55 s 84 | Michael Phelps  | 1985      | 21  | États-Unis       | Championnats pan-pacifiques (f)        | Victoria       | 20 août 2006       |
| 01 min 54 s 98 | Michael Phelps  | 1985      | 22  | États-Unis       | Championnats du monde (f)              | Melbourne      | 29 mars 2007       |
| 01 min 54 s 80 | Michael Phelps  | 1985      | 23  | États-Unis       | Sélection olympique des États-Unis (f) | Omaha          | 4 juillet 2008     |
| 01 min 54 s 23 | Michael Phelps  | 1985      | 23  | États-Unis       | Jeux olympiques (f)                    | Pékin          | 15 aout 2008       |
| 01 min 54 s 10 | Ryan Lochte     | 1984      | 25  | États-Unis       | Championnats du monde (f)              | Rome           | 30 juillet 2009    |
| 01 min 54 s 00 | Ryan Lochte     | 1984      | 27  | États-Unis       | Championnats du monde (f)              | Shanghai       | 28 juillet 2011    |
| 01 min 52 s 69 | Léon Marchand   | 2002      | 23  | France           | Championnats du monde (d)              | Singapour      | 30 juillet 2025    |

## Bassin de 25 mètres
Légende : les mentions « s, d ou f » éventuellement placées entre parenthèses après la nature de la compétition signifient respectivement que le record a été battu au cours d’une série, d’une demi-finale ou d’une finale.
| Temps         | Athlète         | Naissance | Âge | Nationalité       | Compétition                           | Lieu        | Date              |
| ------------- | --------------- | --------- | --- | ----------------- | ------------------------------------- | ----------- | ----------------- |
| 1 min 57 s 19 | Jani Sievinen   | 1974      | 19  | Finlande          |                                       | Kuopio      | 17 janvier 1993   |
| 1 min 56 s 84 | Jani Sievinen   | 1974      | 19  | Finlande          |                                       | Helsinki    | 22 janvier 1993   |
| 1 min 56 s 62 | Jani Sievinen   | 1974      | 19  | Finlande          |                                       | Paris       | 7 février 1993    |
| 1 min 55 s 59 | Jani Sievinen   | 1974      | 19  | Finlande          |                                       | Malmö       | 10 février 1993   |
| 1 min 54 s 65 | Jani Sievinen   | 1974      | 20  | Finlande          |                                       | Kuopio      | 21 avril 1994     |
| 1 min 54 s 65 | Attila Czene    | 1974      | 26  | Hongrie           |                                       | Minneapolis | 23 mars 2000      |
| 1 min 53 s 93 | George Bovell   | 1983      | 21  | Trinité-et-Tobago |                                       | East Meadow | 25 mars 2004      |
| 1 min 53 s 46 | László Cseh     | 1985      | 22  | Hongrie           |                                       | Trieste     | 8 décembre 2005   |
| 1 min 53 s 31 | Ryan Lochte     | 1984      | 22  | États-Unis        | Championnats du monde (f)             | Shanghai    | 7 avril 2006      |
| 1 min 53 s 14 | Thiago Pereira  | 1986      | 21  | Brésil            | Coupe du monde (f)                    | Berlin      | 18 novembre 2007  |
| 1 min 52 s 99 | László Cseh     | 1985      | 22  | Hongrie           | Championnats d'Europe de natation (f) | Debrecen    | 13 décembre 2007  |
| 1 min 51 s 56 | Ryan Lochte     | 1984      | 23  | États-Unis        | Championnats du monde                 | Manchester  | 11 avril 2008     |
| 1 min 51 s 55 | Darian Townsend | 1984      | 25  | Afrique du Sud    | Coupe du monde (f)                    | Berlin      | 15 novembre 2009  |
| 1 min 50 s 08 | Ryan Lochte     | 1984      | 26  | États-Unis        | Championnats du monde (f)             | Dubaï       | 17 décembre 2010  |
| 1 min 49 s 63 | Ryan Lochte     | 1984      | 28  | États-Unis        | Championnats du monde (f)             | Istanbul    | 14 décembre 2012  |
| 1 min 48 s 88 | Léon Marchand   | 2002      | 22  | France            | Coupe du monde (f)                    | Singapour   | 1er novembre 2024 |

## 200 yards 4 nages
Légende : les mentions « s, d ou f » éventuellement placées entre parenthèses après la nature de la compétition signifient respectivement que le record a été battu au cours d’une série, d’une demi-finale ou d’une finale.
| Temps         | Athlète        | Naissance | Âge | Nationalité                                  | Compétition                                    | Lieu            | Date             |
| ------------- | -------------- | --------- | --- | -------------------------------------------- | ---------------------------------------------- | --------------- | ---------------- |
| 1 min 44 s 70 | David Wharton  | 1969      | 20  | États-Unis - Université de Californie du Sud |                                                |                 | 30 mars 1989     |
| 1 min 43 s 97 | Greg Burgess   | 1972      | 21  | États-Unis - Université de Floride           |                                                |                 | 18 février 1993  |
| 1 min 43 s 52 | Greg Burgess   | 1972      | 21  | États-Unis - Université de Floride           |                                                |                 | 25 mars 1993     |
| 1 min 42 s 85 | Nate Dusing    | 1978      | 23  | États-Unis - Université du Texas             | Championnats NCAA                              | College Station | 22 mars 2001     |
| 1 min 42 s 66 | George Bovell  | 1983      | 19  | Trinité-et-Tobago - Université d'Auburn      | Championnats NCAA                              | Austin          | 27 mars 2003     |
| 1 min 41 s 76 | Ryan Lochte    | 1984      | 20  | États-Unis - Université de Floride           | SEC championship                               | Gainesville     | 17 février 2005  |
| 1 min 41 s 71 | Ryan Lochte    | 1984      | 20  | États-Unis - Université de Floride           | Championnats NCAA (f)                          | Minneapolis     | 24 mars 2005     |
| 1 min 41 s 30 | Michael Phelps | 1985      | 20  | États-Unis - Club Wolverine                  | Championnats des États-Unis                    | Austin          | 4 mars 2006      |
| 1 min 40 s 55 | Ryan Lochte    | 1984      | 21  | États-Unis - Université de Floride           | Championnats NCAA (f)                          | Atlanta         | 23 mars 2006     |
| 1 min 40 s 08 | Ryan Lochte    | 1984      | 23  | États-Unis - Université de Floride           | Championnats des États-Unis (f)                | Atlanta         | 29 novembre 2007 |
| 1 min 40 s 07 | David Nolan    | 1992      | 22  | États-Unis - Université Stanford             | PAC-12 Men's Championships                     | Austin          | 5 mars 2015      |
| 1 min 39 s 38 | David Nolan    | 1992      | 22  | États-Unis - Université Stanford             | Championnats NCAA (f)                          | Iowa City       | 26 mars 2015     |
| 1 min 38 s 13 | Caeleb Dressel | 1996      | 21  | États-Unis - Université de Floride           | Championnats de la conférence Sud-Est NCAA (f) | College Station | 15 février 2018  |
| 1 min 37 s 69 | Léon Marchand  | 2002      | 20  | France - Université d'État de l'Arizona      | Championnats NCAA (f) (en)                     | Atlanta         | 24 mars 2022     |
| 1 min 36 s 34 | Léon Marchand  | 2002      | 20  | France - Université d'État de l'Arizona      | Championnats NCAA (f)                          | Minneapolis     | 23 mars 2023     |